# Hansen-Gletscher
Der Hansen-Gletscher ist ein 16 km langer Gletscher im westantarktischen Ellsworthland. Er fließt in der Sentinel Range des Ellsworthgebirges vom Mount Tuck in nordöstlicher Richtung und mündet in den Dater-Gletscher.
Der United States Geological Survey kartierte ihn anhand eigener Vermessungen und mithilfe von Luftaufnahmen der United States Navy zwischen 1957 und 1959. Das Advisory Committee on Antarctic Names benannte ihn 1961 nach dem US-amerikanischen Meteorologen Herbert L. Hansen, der 1957 auf der Südpolstation tätig war.